# European Open 2019
European Open 2019 — тенісний турнір, що проходив на кортах з твердим покриттям у місті Антверпен, Бельгія з 14 жовтня. Належав до категорії ATP Tour 250, був турніром серії European Open (теніс) 2019 року.

## Фінальна частина

### Одиночний розряд
Енді Маррей —  Стен Вавринка 3–6, 6–4, 6–4

### Парний розряд
Кевін Кравіц /  Андреас Міс —  Ражів Рам /  Джо Солсбері 7–6(7–1), 6–3